# Summerside
Summerside és una concentració de població designada pel cens dels Estats Units a l'estat d'Ohio. Segons el cens del 2000 tenia 5.523 habitants.

## Demografia
Segons el cens del 2000, Summerside tenia 5.523 habitants, 2.195 habitatges, i 1.536 famílies. La densitat de població era de 935,3 habitants/km².
Dels 2.195 habitatges en un 36,7% hi vivien nens de menys de 18 anys, en un 53,8% hi vivien parelles casades, en un 12,9% dones solteres, i en un 30% no eren unitats familiars. En el 24,6% dels habitatges hi vivien persones soles el 6,2% de les quals corresponia a persones de 65 anys o més que vivien soles. El nombre mitjà de persones vivint en cada habitatge era de 2,52 i el nombre mitjà de persones que vivien en cada família era de 3,02.
Per edats la població es repartia de la següent manera: un 26,8% tenia menys de 18 anys, un 9,1% entre 18 i 24, un 34,4% entre 25 i 44, un 21% de 45 a 60 i un 8,7% 65 anys o més.
L'edat mediana era de 32 anys. Per cada 100 dones de 18 o més anys hi havia 86,6 homes.
La renda mediana per habitatge era de 43.138 $ i la renda mediana per família de 51.662 $. Els homes tenien una renda mediana de 40.335 $ mentre que les dones 26.220 $. La renda per capita de la població era de 20.190 $. Aproximadament el 4,3% de les famílies i el 6,2% de la població estaven per davall del llindar de pobresa.

## Poblacions més properes
El següent diagrama mostra les poblacions més properes.